# Херберт Спенсер Гасер
Херберт Спенсер Гасер (5. јул 1888 – 11. мај 1963) био је амерички физиолог и добитник Нобелове награде за физиологију или медицину 1944. године. Награду је поделио са Џозефом Ерлангером за истраживање акционих потенцијала у нервним влакнима, које је спровео док је био на Вашингтонском универзитету у Сент Луису.

## Биографија
Гасер је рођен у Платвилу, у савезној држави Висконсин, као син Хермана Гасера и Џејн Елизабет Грисволд Гасер. Његов отац је био лекар, пореклом из Дорнбирна, у аустријској покрајини Форарлберг, док је његова мајка имала порекло које се делом везује за старе јенки породице из Нове Енглеске, а делом за немачко-руске корене.
Похађао је Државну школу у Платвилу, а 1907. године уписао је Универзитету Висконсина. Основне студије зоологије завршио је за само две године, након чега је 1909. године уписао медицински факултет истог универзитета. Физиологију је студирао код Џозефа Ерлангера, а фармакологију код Артура С. Левенхарта. Још као студент, 1911. године, именован је за асистента на катедри за фармакологију.
Како је Универзитет Висконсина нудио само претклиничку медицинску наставу, Гасер се 1913. године пребацио на Медицински факултет Универзитета Џонс Хопкинс, где је 1915. године стекао звање доктора медицине. Потом се вратио на Универзитет Висконсина као асистент на катедри за фармакологију.
Године 1916. прешао је на катедру за физиологију Универзитета Вашингтона.
Када су Сједињене Америчке Државе ушле у Први светски рат, а војске почеле да користе хемијско оружје, Гасер је позван да својим знањем физиологије допринесе тој области. Током лета 1918. придружио се Служби за хемијско ратовање Оружаних снага у Вашингтону.
После примирја, вратио се на Универзитет Вашингтона, где је 1921. године именован за професора фармакологије.
Током периода 1923–1925, Гасер је студирао у Лондону, Паризу и Минхену уз стипендију Фондације Рокфелер, са циљем унапређења квалитета медицинског образовања у Сједињеним Америчким Државама. По завршетку ових студија, вратио се на Универзитет Вашингтона.
Године 1931. преселио се у Њујорк и постао професор физиологије на Медицинском колеџу Универзитета Корнел. Четири године касније, именован је за другог директора Универзитета Рокфелер, након дугогодишњег мандата његовог оснивача, Сајмона Флекснера. На тој позицији остао је до 1953. године.
Током своје каријере, изабран је за члана Националне академије наука Сједињених Држава, Америчког филозофског друштва и Америчке академије наука и уметности.
Године 1936, заједно са Ерлангером, одржао је низ предавања на Универзитету Пенсилваније, у којима су сумирали своја истраживања о деловању људских нервних ћелија. Овај рад довео их је до међународног признања 1944. године, када су заједнички добили Нобелову награду за физиологију или медицину. Гасер је своју наградну суму уложио у даља истраживања на исту тему.
Након пензионисања са Универзитета Рокфелер 1953. године, наставио је научни рад. Током живота објавио је више од 100 научних радова. Гасерови лабораторијски дани завршили су 17. априла 1961. године, када је претрпео мождани удар у 73. години живота. Након тога је остао у Њујоршкој болници. Доживео је делимичан опоравак од можданог удара, али је преминуо од респираторне инфекције у болници, 11. маја 1963. године.